# Floyd Rose

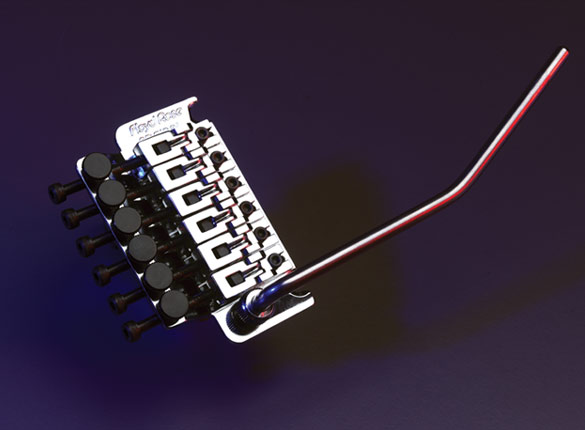
Floyd Rose Original

Floyd Rose – firma zajmująca się licencjonowaniem, dystrybucją i produkcją systemu tremolo zwanego potocznie floydem. Firma produkuje także gitary wykorzystujące ten mostek. System Floyd Rose jest licencjonowany kilku innym firmom na zasadach OEM.
System Floyd Rose złożony jest z:
- blokady umieszczonej pod główką, na miejscu progu zerowego. Pomaga ona utrzymać strój podczas zmiany naciągu strun przy użyciu ramienia tremolo, a także odsuwa w czasie konieczność strojenia kluczami
- "mostka pływającego" (ang. floating bridge), w którym struny także są blokowane

## Historia
Floyd D. Rose, operator maszynowy pracujący nad inkrustacjami w jubilerstwie, przeniósł się z Durango w stanie Kolorado do Reno w stanie Nevada w roku 1964. Był także gitarzystą-amatorem. Grał w kilku lokalnych zespołach. Inspirację dla Rose'a stanowiły takie postacie jak Ritchie Blackmore i Jimi Hendrix, tak więc preferował on agresywny styl grania z bardzo częstym używaniem systemu tremolo. W późnych latach 70., niezadowolony ze standardowych mostków Fendera Floyd D. Rose postanowił wykorzystać swe zdolności inżynierskie do zaprojektowania nowego typu mostków tremolo.
Pierwsze prototypy zainstalowane zostały w jego własnym Gibsonie Les Paulu. Po wypożyczeniu niezbędnego sprzętu Floyd D. Rose wykonał kilka innych prototypów i pokazał jeden z nich Randy'emu Hansenowi. Hansena zadziwiła stabilność stroju gitary. Mostek Floyd Rose zaczął zyskiwać na popularności. Floyd otrzymywał coraz to więcej zamówień na swoje mosty; wkrótce zakupił sprzęt niezbędny do wykonywania mostków i rozpoczął masową produkcję. Amerykański magazyn "Guitar Player" opublikował recenzję systemu, co wywołało zainteresowanie wielu gitarzystów w kraju.
3 stycznia 1977 r. Floyd D. Rose wypełnił wniosek o przyznanie patentu. Rozpatrzono go pozytywnie po prawie 3 latach, 23 października 1979 r.
Również w tym czasie Floyd poznał wschodzącą gwiazdę, Eddiego Van Halena, któremu bardzo spodobał się nowy typ mostka. Van Halen stał się propagatorem wynalazku Floyda D. Rose'a.
W latach 1978–1980 Floyd Rose stał się mostkiem wybieranym przez takich gitarzystów jak: Brad Gillis i Steve Vai. W latach 1981–1982 Floyd D. Rose podpisał umowę z firmą Kramer Guitars, która od tego momentu stała się wyłącznym dystrybutorem mostków Floyd Rose. Warunki umowy ustalały tantiemy płacone Floydowi od każdego sprzedanego przez Kramer mostka.
Ogromny potencjał systemu Floyd Rose został zauważony przez inżynierów Kramera, którzy zaprzestali produkcji gitar z mostkiem Rockinger, wcześniejszego produktu sztandarowego firmy na rzecz gitar z zainstalowanym systemem Floyd, począwszy od czerwca 1982r do stycznia 1983 r.
W roku 1982 inżynierowie Kramera wraz z Floydem D. Rose'em opracowali pierwszą poważną poprawkę do oryginalnego mostka; zestaw mikrostroików, który pozwalał na strojenie gitary bez konieczności odkręcania blokad z siodełka. Wkrótce to ulepszenie stało się standardem we wszystkich mostach typu Floyd, a pod koniec roku 1982 Kramer używał mostów z mikrostroikami jako podstawowego wyposażenia gitar.
Oferta Kramera rozrastała się w ogromnym tempie w wyniku zapotrzebowania na gitary typu superstrat z zainstalowanym mostkiem Floyd Rose. Pod koniec roku 1984 mostki tremolo innego typu zostały wycofane z oferty Kramera. System Floyd Rose był stale rozwijany i wkrótce, w roku 1989, Floyd D. Rose zaprezentował niskoprofilową wersję swojego mostka, nazwaną "Floyd Rose Pro". Został on zaadaptowany do gitar serii ProAxe i kilku gitar z serii "Hundred Series" Kramera.
Jednakże popularność muzyki heavymetalowej drastycznie malała, a co za tym idzie, malało zapotrzebowanie na gitary typu superstrat. Kramer zamierzał wycofać się z umowy, co zaowocowało procesem sądowym pomiędzy Floydem D. Rosem a Kramerem. W efekcie Floyd D. Rose sam został dystrybutorem swoich mostków. Fender był dystrybutorem produktów marki Floyd Rose w latach 1991–2005.

## Zasada działania

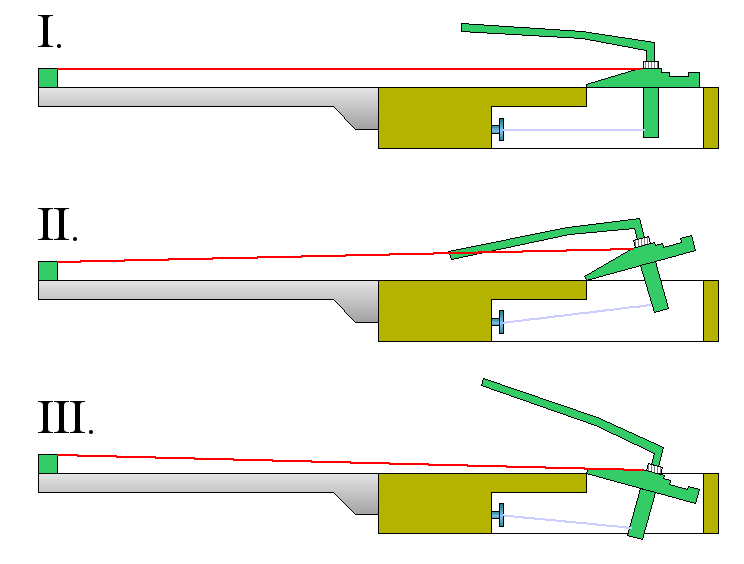
Zasada działania "mostka pływającego"

Rys. I przedstawia pozycję normalną idealnie wyregulowanego mostka typu Floyd Rose. Mostek balansuje na śrubach mocujących; ciągnięty zostaje przez struny w kierunku przeciwnym do ruchu wskazówek zegara, a także zgodnie z ruchem wskazówek zegara przez sprężyny (zwykle występujące w liczbie 1 do 5). Naciąg sprężyn kontrolowany jest przez dwie śruby. Równowaga sił naciągu sprężyn i strun gwarantuje zachowanie pozycji równoległej do korpusu gitary.
Rys. II pokazuje pozycję mostka w sytuacji, gdy ramię tremolo zostaje popchnięte w dół, w stronę korpusu gitary. Mostek obraca się wokół śrub montażowych w kierunku przeciwnym do kierunku ruchu wskazówek zegara, powodując obniżenie naciągu każdej ze strun, co w efekcie powoduje obniżenie dźwięku przez nie produkowanego.
Rys. III ilustruje pozycję mostka w sytuacji, w której ramię tremolo zostaje popchnięte w górę. Mostek obraca się wokół śrub montażowych w kierunku zgodnym z ruchem wskazówek zegara, powodując zwiększenie naciągu każdej ze strun, co w efekcie powoduje podwyższenie dźwięku przez nie produkowanego.

## Modele i warianty

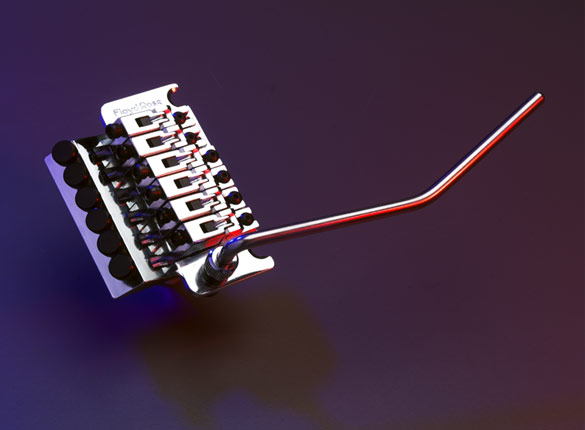
Floyd Rose Pro

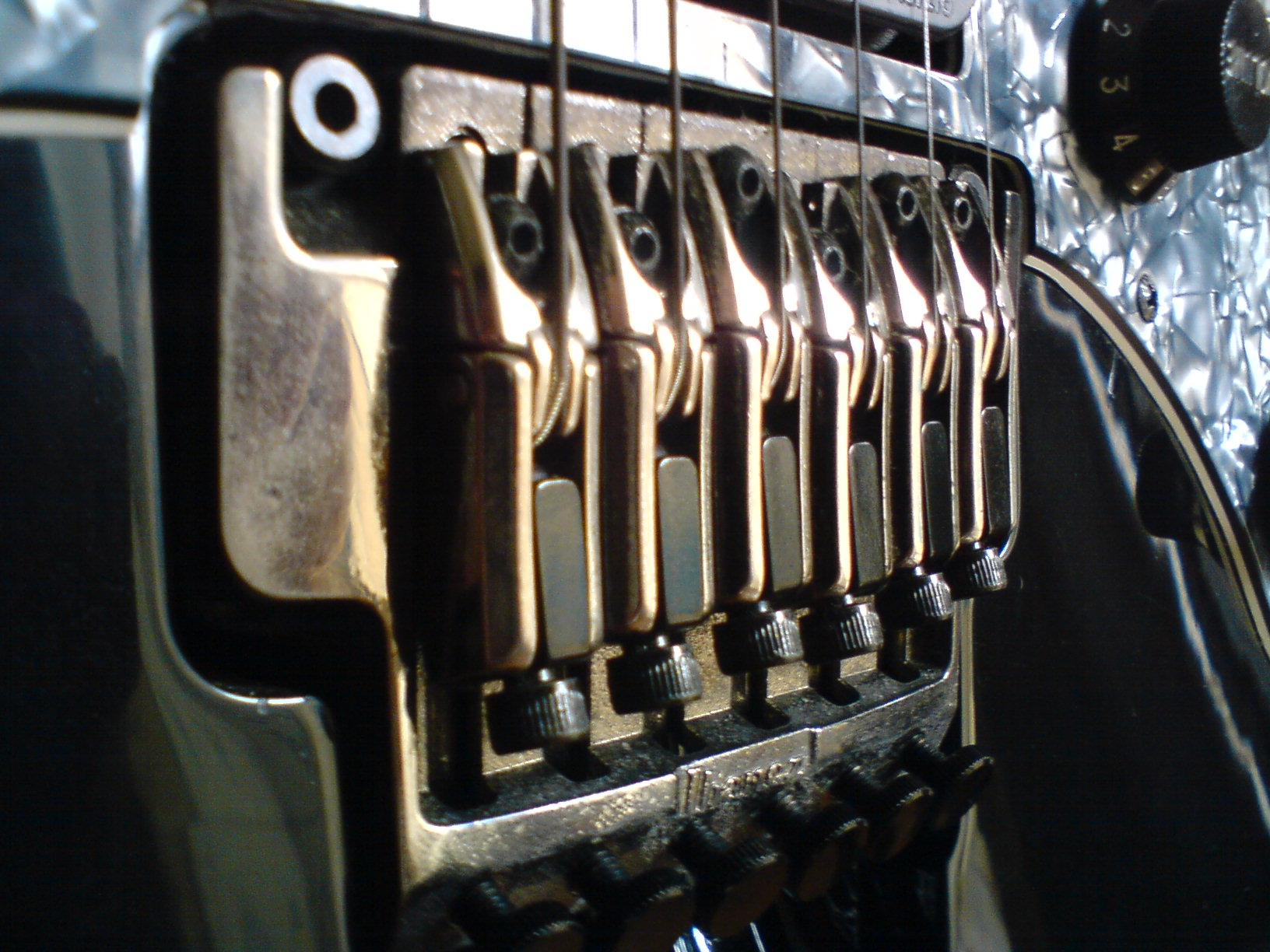
Ibanez Edge Pro II

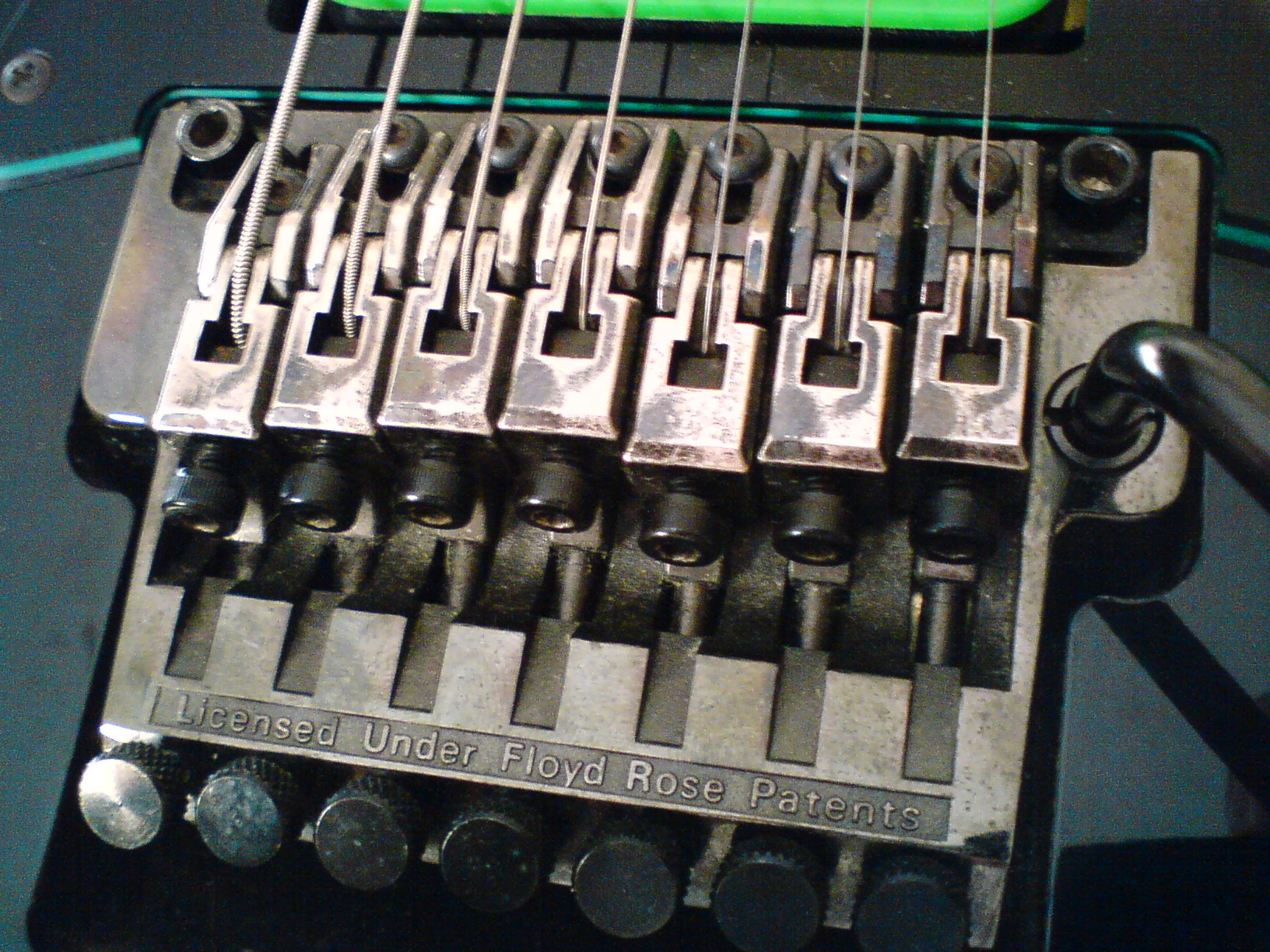
Ibanez Lo Pro Edge, 7 string

- Floyd Rose Original najstarszy model, obecnie nadal znajdujący się w produkcji. Począwszy od roku 1977 większość mostów noszących tę nazwę jest właściwie identyczna, ewentualne zmiany są niewielkie. Pierwsze mosty noszące tę nazwę nie miały mikrostroików.
- Floyd Rose II jest niższym jakościowo modelem niż oryginalny Floyd, używany głównie w instrumentach z niższej półki cenowej. Początkowo ta wersja systemu posiadała tylko jedną blokadę – na główce. Później wprowadzono drugą blokadę, na mostku, ale w stosunku do oryginalnego floyda wykonywano je ze słabszych materiałów.
- Floyd Rose Licensed produkowane są przez inne firmy, które zakupiły licencję od Floyda D. Rose'a. W zasadzie modele te różnią się niewiele od mostów produkowanych przez firmę Floyd Rose; różnice sprawiają, że mostki te są tańsze w produkcji. Największe z firm produkujących mosty licencjonowane to Schaller i Gotoh.
- Floyd Rose 7-String przeprojektowana wersja mostka Floyd Rose Original przeznaczona dla gitar siedmiostrunowych.
- Floyd Rose Pro niskoprofilowa wersja mostu Floyd Rose Original. Kształt kostek i ramienia tremolo jest zmieniony tak, aby ręka gitarzysty spoczywała bliżej strun.

## Budowa

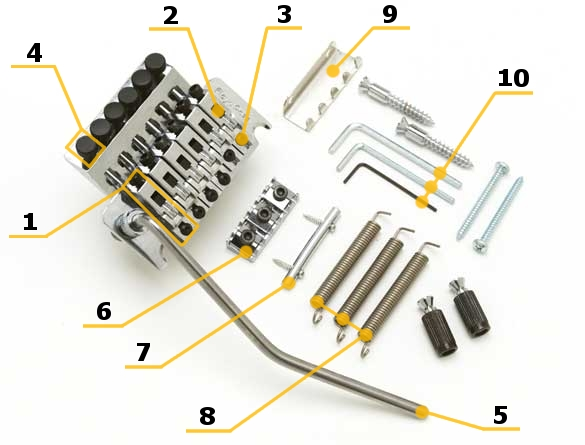
Floyd Rose Pro

Części wchodzące w skład mostu typu floyd:
1. Siodełko strunowe (String Saddle) – mocowana i blokowana jest w nim struna. Dla każdej struny przewidziana jest jedno. Każde siodełko zawiera długą śrubę, która dociska małą kosteczkę do struny. Zwykle obsługuje się je za pomocą klucza imbusowego.
2. Kosteczka blokująca dociskająca strunę (String Locking Block)  – sześcienny kawałek metalu, dociskający strunę w siodełku.
3. Śrubki mocujące siodełko (Saddle Mounting Screw) – przykręcają siodełko do podstawy tremolo. Po odkręceniu siodełko może zostać przesunięte w celu dokonania regulacji menzury.
4. Mikrostroiki (Fine Tuners) – śrubki używane do dostrajania strun po dokręceniu blokady przy główce. Używane po nastrojeniu kluczami i zablokowaniu strun przy główce, cechują się wysoką precyzją strojenia. Zakres ich ruchu jest ograniczony.
5. Ramię tremolo (Tremolo Bar) – potocznie "wajcha" – pręt służący do poruszania mostka i w ten sposób obniżania lub podwyższania dźwięków.
6. Siodełko (Locking Nut) – blokada strun, montowana jako próg zerowy przy główce gitary. Posiada 3 śruby i 3 klocki, których zadaniem jest zablokowanie struny. Obsługiwane za pomocą klucza imbusowego.
7. Docisk strun (String Retainer) – montowany na główce gitary, tuż za siodełkiem. Jego zadaniem jest utrzymanie strun na odpowiedniej wysokości i pod odpowiednim kątem do siodełka (ponieważ siodełko nie jest płaskie), aby zapewnić jak największą stabilność stroju.
8. Sprężyny (Tremolo Springs) – ich zadaniem jest równoważenie naciągu strun i utrzymywanie mostka w pozycji równoległej do korpusu gitary.
9. "Grzebień'" (Spring Claw) ' – część łącząca sprężyny z korpusem gitary. Posiada specjalne zaczepy do zamocowania sprężyn.
10. Klucze imbusowe – w trzech rozmiarach, pozwalają na kompletną obsługę całego systemu tremolo.